# 영주 풍국정미소
영주 풍국정미소는 대한민국 경상북도 영주시 영주동에 있는, 근대산업시기부터 운영된 정미소이다. 2018년 8월 6일 대한민국의 국가등록문화재 제720호로 지정되었다.

## 개요
근대산업시기부터 운영된 정미소로 양곡가공업의 생성과 양곡 유통에 관련한 역사, 정미소의 건축형식과 설비구조, 도정기기들 외에도 저울(막대저울, 판수동저울) 등 당시의 정미소와 관련된 기구가 현존하여 양곡가공과 곡물 유통의 산업사적 가치가 있는 곳이다. 양곡가공과 곡물 유통을 주제로 산업문화관, 쌀카페, 도정 참관 및 판매장으로 활용가치가 높은 곳으로 평가된다.

## 같이 보기
- 영주 근대역사문화거리

## 참고 자료
- 영주 풍국정미소 - 국가유산청 국가유산포털